# Vincenzo da Sant'Eraclio
Vincenzo da Sant'Eraclio (... – XVIII secolo) è stato un religioso italiano.

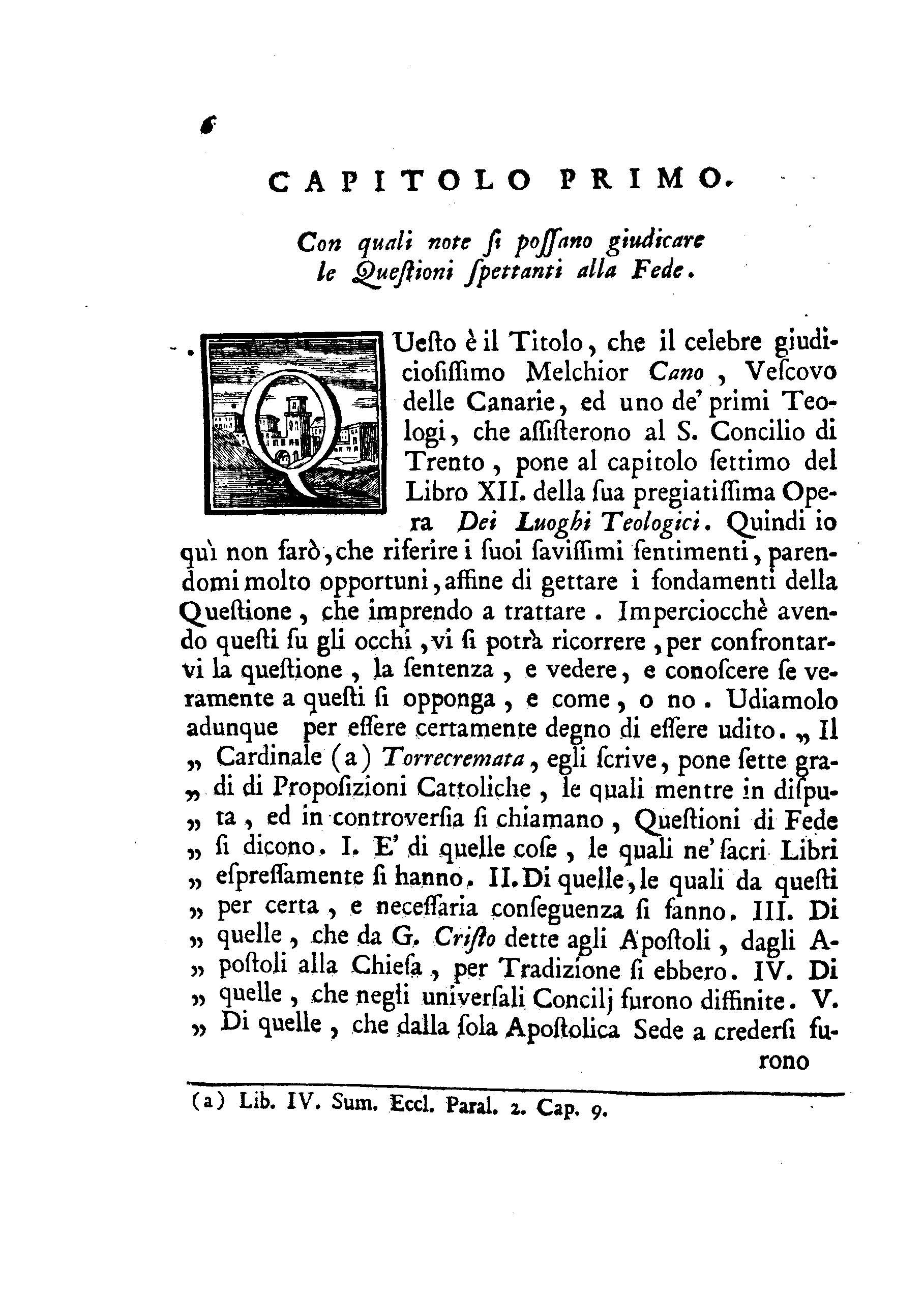
Esame teologico-fisico del sistema di chi sostiene abitati da ragionevoli creature i pianeti, 1760

Tradusse in lingua italiana l'opera del cardinal Bona De discretione spirituum.
Esaminò la questione della pluralità dei mondi nel suo Esame teologico-fisico del sistema di chi sostiene abitati da ragionevoli creature i pianeti.

## Opere
- Vincenzo da Sant'Eraclio, Esame teologico-fisico del sistema di chi sostiene abitati da ragionevoli creature i pianeti, Lucca, Giuseppe Lucca Rocchi, 1760.